# Karbon
| okres / system                    | okres / system | okres / system | epoka / oddział | epoka / oddział    | wiek / piętro | epoka / oddział regionalny (Europa zach.) | wiek / piętro regionalne (Europa zach.) | wiek / piętro regionalne (Europa zach.) | wiek (mln lat)         |
| perm                              | perm           | perm           | cisural         | cisural            | assel         |                                           | autun                                   | autun                                   | młodsze                |
| karbon                            | karbon         | pensylwan      | pensylwan       | późny pensylwan    | gżel          | silez                                     | autun                                   | autun                                   | 298,9 ±0,15–303,7 ±0,1 |
| karbon                            | karbon         | pensylwan      | pensylwan       | późny pensylwan    | gżel          | silez                                     | stefan                                  | C                                       | 298,9 ±0,15–303,7 ±0,1 |
| karbon                            | karbon         | pensylwan      | pensylwan       | późny pensylwan    | kasimow       | silez                                     | stefan                                  | C                                       | 303,7 ±0,1–307,0 ±0,1  |
| karbon                            | karbon         | pensylwan      | pensylwan       | późny pensylwan    | kasimow       | silez                                     | stefan                                  | B                                       | 303,7 ±0,1–307,0 ±0,1  |
| karbon                            | karbon         | pensylwan      | pensylwan       | późny pensylwan    | kasimow       | silez                                     | stefan                                  | A                                       | 303,7 ±0,1–307,0 ±0,1  |
| karbon                            | karbon         | pensylwan      | pensylwan       | późny pensylwan    | kasimow       | silez                                     | stefan                                  |                                         | 303,7 ±0,1–307,0 ±0,1  |
| karbon                            | karbon         | pensylwan      | pensylwan       | środkowy pensylwan | moskow        | silez                                     | stefan                                  | 307,0 ±0,1–315,2 ±0,2                   |                        |
| karbon                            | karbon         | pensylwan      | pensylwan       | środkowy pensylwan | moskow        | silez                                     | westfal                                 | 307,0 ±0,1–315,2 ±0,2                   | D                      |
| karbon                            | karbon         | pensylwan      | pensylwan       | środkowy pensylwan | moskow        | silez                                     | westfal                                 | 307,0 ±0,1–315,2 ±0,2                   | C                      |
| karbon                            | karbon         | pensylwan      | pensylwan       | środkowy pensylwan | moskow        | silez                                     | westfal                                 | 307,0 ±0,1–315,2 ±0,2                   | B                      |
| karbon                            | karbon         | pensylwan      | pensylwan       | wczesny pensylwan  | baszkir       | silez                                     | westfal                                 | 315,2 ±0,2–323,2 ±0,4                   |                        |
| karbon                            | karbon         | pensylwan      | pensylwan       | wczesny pensylwan  | baszkir       | silez                                     | westfal                                 | 315,2 ±0,2–323,2 ±0,4                   | A                      |
| karbon                            | karbon         | pensylwan      | pensylwan       | wczesny pensylwan  | baszkir       | silez                                     | namur                                   | 315,2 ±0,2–323,2 ±0,4                   | C                      |
| karbon                            | karbon         | pensylwan      | pensylwan       | wczesny pensylwan  | baszkir       | silez                                     | namur                                   | 315,2 ±0,2–323,2 ±0,4                   | B                      |
| karbon                            | karbon         | pensylwan      | pensylwan       | wczesny pensylwan  | baszkir       | silez                                     | namur                                   | 315,2 ±0,2–323,2 ±0,4                   |                        |
| karbon                            | karbon         | missisip       | missisip        | późny missisip     | serpuchow     | silez                                     | namur                                   | A                                       | 323,2 ±0,4–330,9 ±0,2  |
| karbon                            | karbon         | missisip       | missisip        | późny missisip     | serpuchow     |                                           | namur                                   |                                         | 323,2 ±0,4–330,9 ±0,2  |
| karbon                            | karbon         | missisip       | missisip        | środkowy missisip  | wizen         | dinant                                    | wizen                                   | wizen                                   | 330,9 ±0,2–346,7 ±0,4  |
| karbon                            | karbon         | missisip       | missisip        | wczesny missisip   | turnej        | dinant                                    | turnej                                  | turnej                                  | 346,7 ±0,4–358,9 ±0,4  |
| dewon                             | dewon          | dewon          | późny dewon     | późny dewon        | famen         |                                           |                                         |                                         | starsze                |
| Podział według ICS, wrzesień 2023 |                |                |                 |                    |               |                                           |                                         |                                         |                        |

Karbon

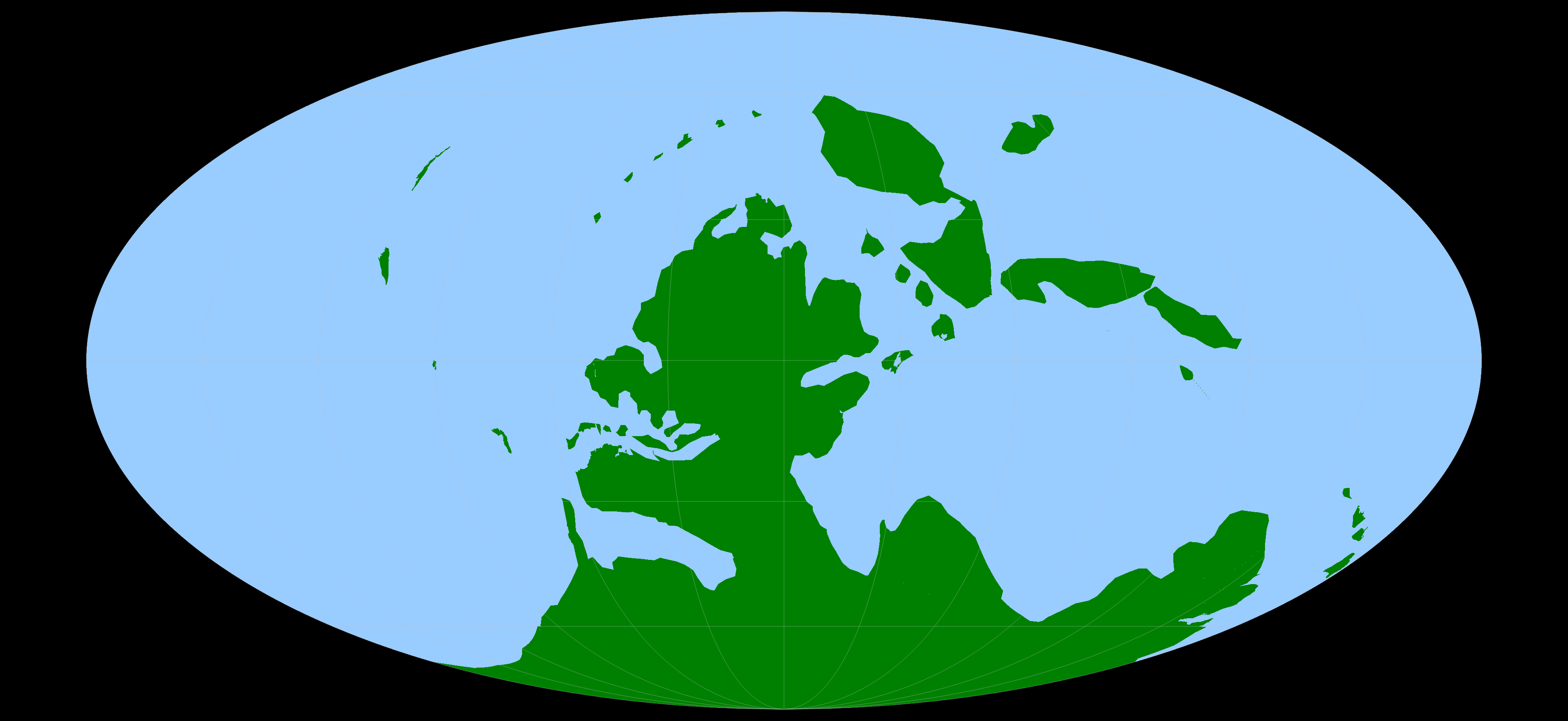
Mapa przedstawiająca ułożenie lądów około 330 mln lat temu

- w sensie geochronologicznym – piąty okres ery paleozoicznej. Trwał od 358,9 ± 0,4 do 298,9 ± 0,15 milionów lat temu. Karbon dzieli się na dwie epoki: missisip i pensylwan.

- w sensie chronostratygraficznym – piąty system eratemu paleozoicznego, wyższy od dewonu, niższy od permu. Dzieli się na dwa oddziały: missisip i pensylwan. Międzynarodowy stratotyp granicy dewon/karbon znajduje się na wzgórzu La Serre (około 10 km na zachód od miejscowości Paulhan, region Montagne Noire w południowej Francji). Granica oparta jest na pierwszym pojawieniu się konodonta Siphonodella sulcata (Huddle, 1934).

System karboński wydzielili William Conybeare i William Phillips w 1822 roku na podstawie badań osadów Anglii i Walii. Nazwa pochodzi od łacińskiej nazwy węgla – carbo, ze względu na występowanie najbardziej charakterystycznego osadu w tym systemie – węgla kamiennego.

## Podział karbonu
Współczesny podział standardowy karbonu, zatwierdzony przez ICS, jest kompromisem między dwudzielnym podziałem amerykańskim a trójdzielnym podziałem rosyjskim. Ze względu na specyfikę osadów amerykańscy geolodzy traktowali missisip (który tworzą przeważnie wapienie pochodzenia morskiego) i pensylwan jako oddzielne systemy (okresy). W regionie europejskim stosowano dwudzielny podział (ale odmienny od amerykańskiego) systemu karbońskiego na przeważnie morski dinant (turnej i wizen) oraz przeważnie lądowy silez, (namur, westfal i stefan).
Sugerowany przez ICS podział wprowadza „podsystem” i „podokres”, jednostki niezdefiniowane dla żadnego innego okresu dziejów Ziemi: karbon jest dzielony na dwa podsystemy: missisip i pensylwan, z których każdy jest dzielony na trzy oddziały. Struktura oddziałów/epok praktycznie dubluje podział na piętra/wieki, gdyż każdy oddział, z wyjątkiem górnego pensylwanu, zawiera tylko jedno piętro.

## Klimat
Na półkuli południowej, na lądzie Gondwana w późnym karbonie nastąpiło zlodowacenie obejmujące Antarktydę oraz przylegające duże fragmenty Afryki południowej, Ameryki Południowej, Australii oraz Indii. W strefie równikowej w warunkach gorącego i wilgotnego klimatu rozwijały się bujne lasy tropikalne, które dały początek licznym złożom węgla kamiennego. Według wielu naukowców w karbonie raptownie wzrosła ilość tlenu w atmosferze z 15% do ponad 30% pod koniec okresu. Jednocześnie bardzo spadł udział dwutlenku węgla.

## Geologia
Stratygrafia karbonu opiera się na konodontach i amonitowatych, a pomocniczo także na otwornicach wapiennych (w późnym karbonie). Dewon, karbon i perm składają się na młodszy paleozoik. Według teorii tektoniki płyt na początku starszego paleozoiku (kambr, ordowik, sylur) jednolity dotąd kontynent Pannocja rozdzielił się na kilka mniejszych bloków (Baltika, Laurencja, Syberia i Gondwana). W tym okresie Europa znajdowała się pod wodami morza wypełnionego osadami o miąższości kilku kilometrów. Pod koniec syluru osady te uległy wypiętrzeniu (orogeneza hercyńska). W karbonie zaczął się na nowo proces zespalania lądów i ostatecznie w permie wszystkie kontynenty połączyły się w superkontynent Pangeę. W całym karbonie, a zwłaszcza na granicy wczesnego i późnego miały miejsce główne fazy waryscyjskich ruchów górotwórczych, skutkujące powstaniem wielkich pasm górskich (Ural, Sajany, Appalachy, Góry Świętokrzyskie, Sudety) oraz rozwój magmatyzmu, w tym powstawanie granitów. Poziom oceanów po szybkim podniesieniu się we wczesnym karbonie, później bardzo powoli spadał.

## Bogactwa naturalne
Największym bogactwem związanym z karbonem są złoża węgli kamiennych na półkuli północnej. Istotne są także liczne i wielkie złoża granitów.

## Fauna

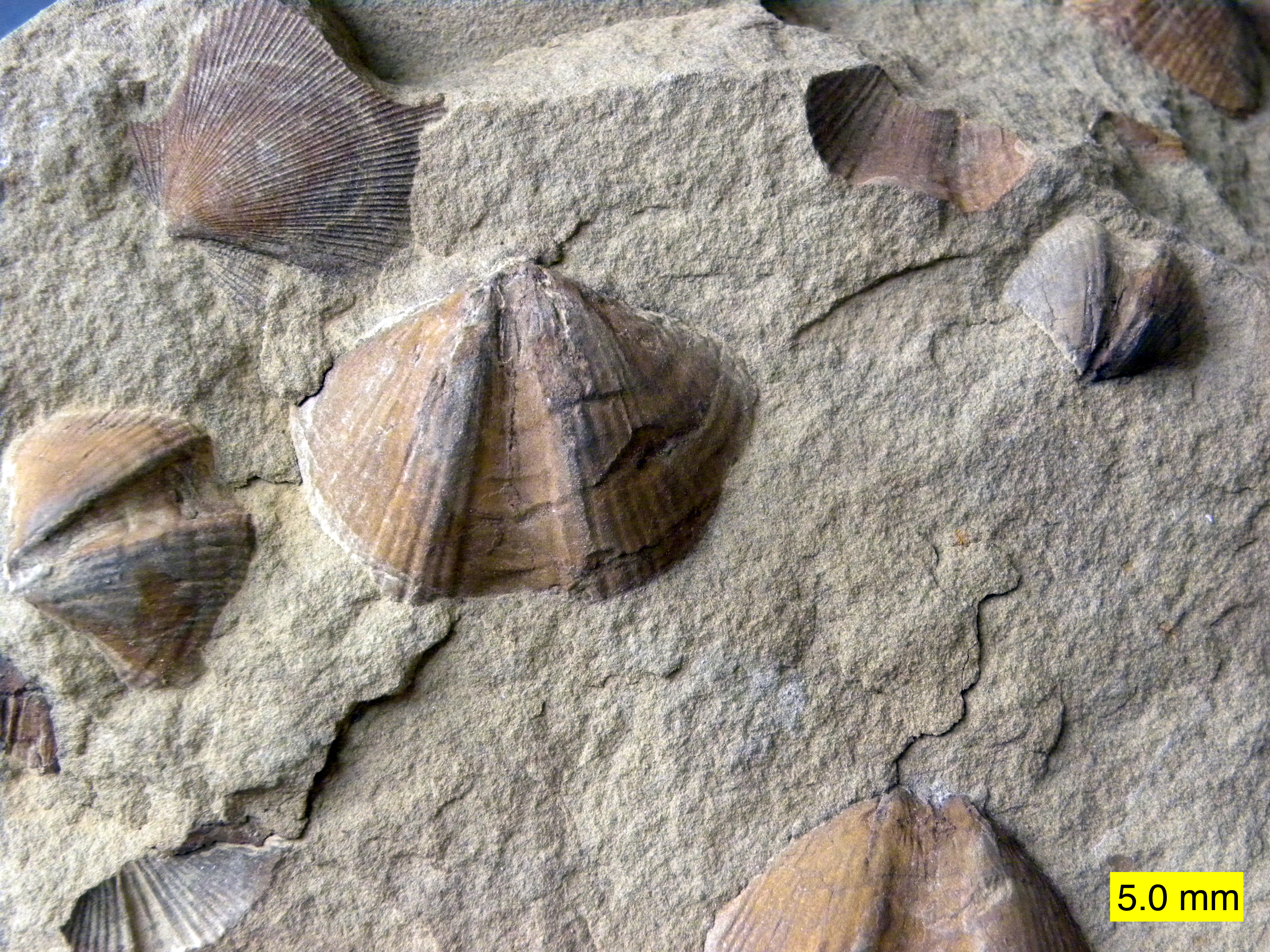
Aviculopecten, Syringothyris

Amonitowate były pospolite w całym okresie, przy czym dotyczy to goniatytów. Klymenie, reprezentowane przez jeden znany rodzaj, przetrwały z dewonu, wymarły na samym początku okresu, a inne rzędy amonitowatych były nieliczne. Doszło do bardzo intensywnego rozwoju otwornic, zwłaszcza wapiennych, w tym form dużych, np. z rodzajów Fusulina. W wielu miejscach masowe nagromadzenia skorupek otwornic skutkowały powstaniem wapieni fusulinowych. Bardzo pospolite były ramienionogi zawiasowe (zwłaszcza rzędy Spiriferida i Strophomenida) i małżoraczki, kontynuując szczyt rozwoju zapoczątkowany w dewonie. W dalszym ciągu pospolite były także wielkoraki, ślimaki, gąbki i łodzikowate. Doszło do wielkiego rozkwitu liliowców, które w tym okresie przeżywały szczyt rozwoju. We wczesnym karbonie zachodził szybki rozwój i radiacja koralowców Rugosa (powszechnie, ale nieprawidłowo zwanych czteropromiennymi). Jednak na początku późnego karbonu ta grupa mocno podupadła i stała się marginalna. W karbonie po raz pierwszy zaczęły się szybko rozwijać małże morskie. Trylobity i koralowce z grupy Tabulata były w karbonie sporadyczne, a ostatnie graptolity wymarły we wczesnym karbonie.
Jednocześnie w karbonie bardzo wzrosła kolonizacja wód słodkich przez bezkręgowce. Pojawiły się pierwsze słodkowodne małże, ślimaki i skorupiaki, w porównaniu do dewonu wzrosła ilość małżoraczków słodkowodnych. Bardzo wzrósł także udział przedstawicieli tych grup zwierząt żyjących w wodach półsłodkich.
W związku z wilgotnym i gorącym klimatem oraz rozwojem lasów nastąpił eksplozywny rozwój fauny lądowej, a zwłaszcza owadów i pajęczaków. Tradycyjnie pisze się o wielkich rozmiarach karbońskich stawonogów, ale olbrzymia większość owadów i pajęczaków nie odbiegała wielkością od dzisiejszych form. Tylko nieliczne rodzaje stawonogów cechowały się gigantyzmem (pojedyncze gatunki osiągały wśród: krocionogów do 1 m, wielkoraków 1,5 m, skorpionów blisko 1 m, ważek 0,5 m rozpiętości skrzydeł). Natomiast rodzaj Megarachne, uznawany niegdyś za największego (36 cm) pająka, okazał się wielkorakiem. Z karbonu pochodzą pierwsze skrzydlate owady, które były pierwszymi zwierzętami latającymi, oraz pierwsze lądowe ślimaki.

### Kręgowce

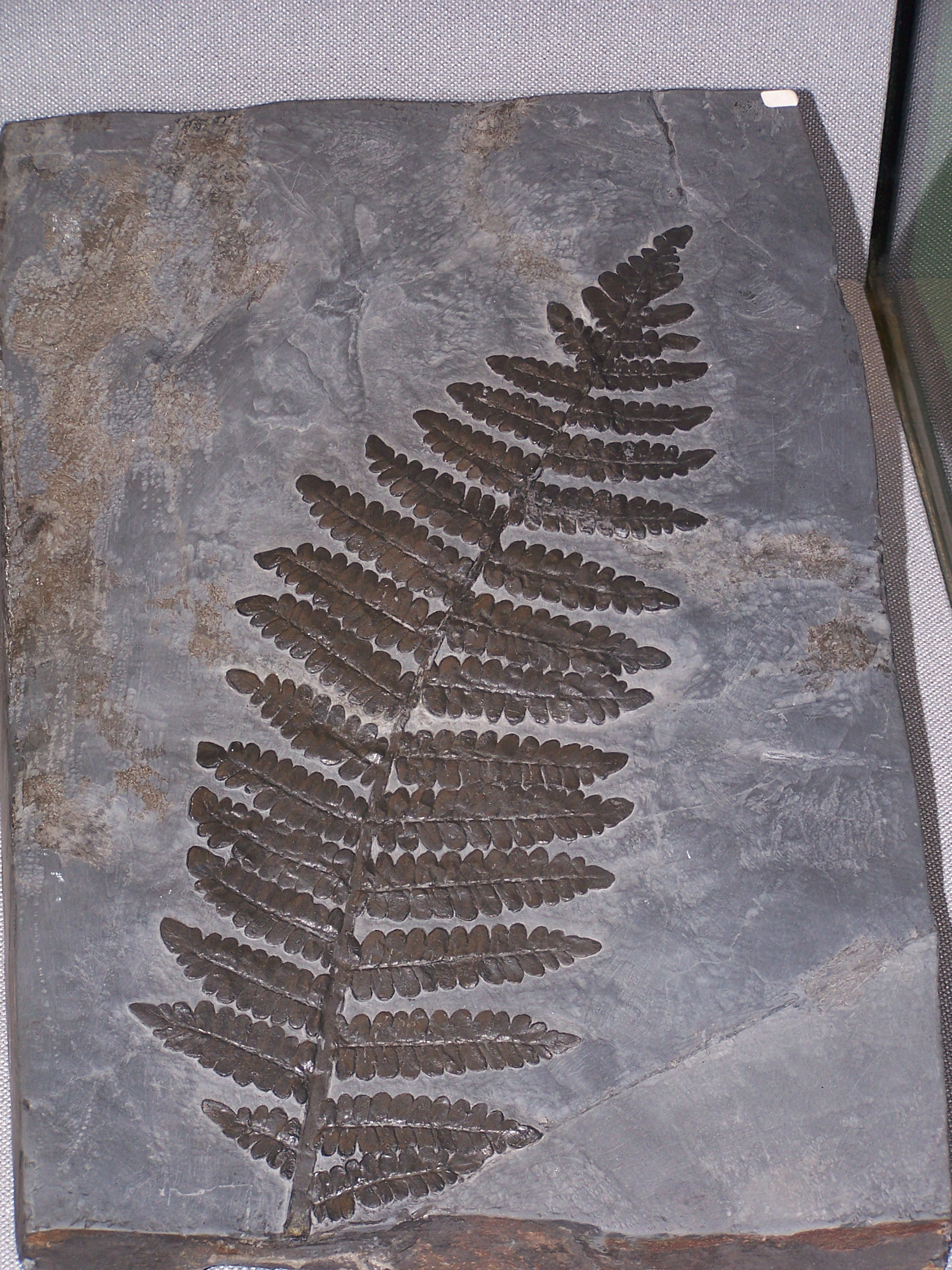
Neuropteris

W związku z wymarciem pod koniec dewonu ryb pancernych we wczesnym karbonie doszło do nagłego i dużego wzrostu liczebności i zróżnicowania rekinów, które stały się główną grupą ryb, chociaż w późnym karbonie ich rozwój się trochę zmniejszył. Inne grupy ryb – dwudyszne, trzonopłetwe, kostołuskie i fałdopłetwe – były znacznie rzadsze, choć dwie pierwsze grupy dobrze rozwinęły się w wodach słodkich. Przez cały karbon trwał intensywny rozwój i radiacja płazów, w zdecydowanej większości labiryntodontów, z których największe mierzyły prawie 2 m. Na początku późnego karbonu z labiryntodontów powstały pierwsze prymitywne, niewielkie gady, określane jako kotylozaury, które bardzo szybko stały się liczne i zróżnicowane. Pod sam koniec okresu wyodrębniły się z nich gady ssakokształtne.

## Flora

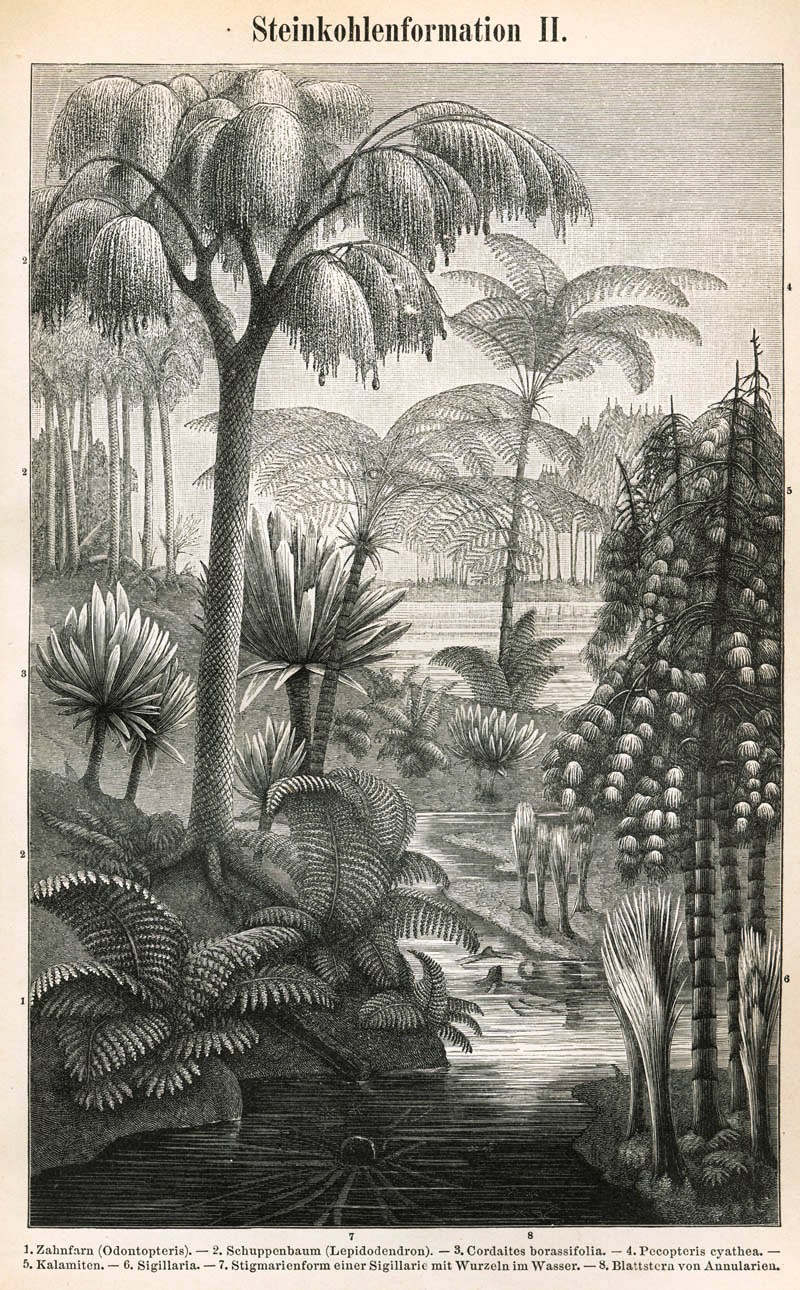
Flora karbońska, ilustracja z encyklopedii Meyers Konversations-Lexikon

W morzach, podobnie jak w dewonie, rozwijały się glony, głównie zielenice, ramienice i krasnorosty. Na lądach dominowały widłaki, skrzypy, paprocie zarodnikowe i nasienne (często o pokrojach drzewiastych), które pojawiły się już w dewonie. Występowały również mszaki oraz grzyby (np. sprzężniaki, workowce, pojawiły się po raz pierwszy, podstawczaki). Widłaki jednozarodnikowe (np. Eleutherophyllum), częste jeszcze we wczesnym karbonie, w późnym karbonie stały się grupą reliktową, zastępowaną przez widłaki różnozarodnikowe (Lepidodendron, Sigillaria, Bothrodendron). Wśród skrzypów dominowały drzewiaste kalamity (Calamites) oraz klinolisty (Sphenophyllum). Rozwijały się paprocie zarodnikowe (np. Pecopteris). Nastąpiła ekspansja pierwszych roślin nasiennych – paproci nasiennych (Neuropteris, Mariopteris, Alethopteris, Sphenopteris), także w klimacie chłodniejszym (flora glossopterisowa). We wczesnym karbonie pojawiły się pierwsze nagonasienne drobnolistne – kordaity (np. Cordaites), a pod koniec karbonu – pierwsze iglaste (np. Lebachia). W późnym karbonie pojawiły się również problematyczne sagowce.
Duże nagromadzenia szczątków tych roślin, rosnących w bagniskach w klimacie tropikalnym na przedpolach tworzących się hercynidów, utworzyły pokłady węgla kamiennego.

## Karbon na ziemiach Polski
- W karbonie wczesnym powstały morskie piaskowce, zlepieńce i mułowce, z wkładkami wapieni występujące w Górach Bardzkich, a także na Pogórzu Wałbrzyskim, w Górach Wałbrzyskich, Rudawach Janowickich, Kotlinie Kamiennogórskiej i między Górami Sowimi a Suchymi (niecce śródsudeckiej) oraz Sudetach Wschodnich. Część z tych osadów została później słabo zmetamorfizowana.
- W karbonie późnym w niecce śródsudeckiej (Góry Wałbrzyskie, Góry Kamienne, Kotlina Kamiennogórska), zapadlisku górnośląskim oraz w rejonie lubelskim wraz z grubymi warstwami piaskowców, zlepieńców, mułowców i łupków ilastych powstały złoża węgla kamiennego. W Górach Kaczawskich i na Pogórzu Kaczawskim osadziły się piaskowce i mułowce rzeczne.
- W karbonie powstały masywy granitowe w Tatrach oraz w Sudetach i Przedgórzu Sudeckim (bloku przedsudeckim): karkonoski, strzegomski, strzeliński, kłodzko-złotostocki oraz kudowski, a także granodioryty i sjenity na Przedgórzu Sudeckim.